# سعادت فتاحی
سعادت فتاحی (زاده: ۱۳۳۸ ولسوالی انجیل، ولایت هرات) سیاست‌مدار افغانستانی و نماینده مردم هرات در دوره پانزدهم مجلس نمایندگان افغانستان است.

## زندگی‌نامه
سعادت فتاحی متولد ۱۳۳۸ از ولسوالی انجیل ولایت هرات افغانستان است. وی فارغ‌التحصیل از انستیتوت علوم صحی هرات است.

## دیگر فعالیت‌ها
- استاد و مسئول بخش زنان در انستیتوت علوم صحی هرات.[۱]
- مسئول کانون ایثار.[۱]
- تاسیس انستیتوت علوم صحی طلوع سعادت[۲] در هرات